# La storia ancestrale
La storia ancestrale (The Ancestral Trail) è una collana editoriale di racconti fantasy per ragazzi pubblicata nei primi anni '90.

## Storia editoriale
La storia ancestrale nacque da un racconto scritto dallo scrittore sudafricano Frank Graves che inizialmente aveva intenzione di farci un romanzo. In seguito su suggerimento di Fergus Fleming il racconto venne diviso in due parti a loro volta divise in 52 fascicoli (26 la prima serie e 26 la seconda serie). Ogni fascicolo riporta un episodio in particolare in cui il protagonista ha a che fare con alcune creature pacifiche e altre ostili e si conclude quasi sempre con uno scontro seguito da un cliffhanger cioè un finale a sorpresa che lascia il lettore sul più bello nell'attesa dell'uscita del fascicolo successivo.
Illustrazioni raffiguranti particolari dell'episodio narrato fanno da sfondo al testo in tutte le pagine dei fascicoli ricoprendole interamente. Le illustrazioni sono di Julek Heller, con il supporto di Adam Heller nella prima serie, e di Mehau Kulyk nella seconda.
Pubblicata per la prima volta nel Regno Unito, in Australia e in Nuova Zelanda dalla casa editrice Marshall Cavendish fu tradotta in varie lingue tra cui italiano, tedesco e spagnolo per essere poi pubblicata anche nel resto del mondo.
In Italia fu pubblicata nel 1992 dalla Hobby & Work curata da Giuliano Bezzi e Andrea Trapani. Le uscite furono a cadenza quindicinale, dal dicembre 1992 al dicembre 1994, per un totale di 52 fascicoli come nell'edizione originale.

## Trama

### Prima serie
Il protagonista è un ragazzo di nome Richard che per motivi a lui ignoti si ritrova catapultato in un altro mondo chiamato Mondo Ancestrale. Lì incontra Golan un vecchio con la barba bianca lunga fino ai piedi che è il capo dei Guardiani del Mondo Ancestrale nonché il Guardiano degli Uomini. Dietro di lui si erge un grande albero con sette cavità. Golan dice al ragazzo che quello è l'Albero della Vita che custodisce le sette gemme che racchiudono la Forza Vitale e che lui si trova nel Mondo Ancestrale al centro del quale sorge la città omonima dove è in corso una grande battaglia e che le forze del Male guidate dal Malvagio un'entità maligna che ha soggiogato tutti gli abitanti del suo mondo che ora sono votati al Male stanno avendo la meglio in quanto il Malvagio è riuscito a impadronirsi di sei delle sette gemme della Forza Vitale e ha catturato i sei guardiani ai quali erano affidate.
Secondo un'antica profezia una volta che il Male fosse arrivato esso sarebbe stato sconfitto dal Prescelto il quale può vedere due luci. Richard incredulo dice di non essere affatto in grado di vedere due luci ma solo che i suoi occhi sono di colori diversi infatti uno è verde e l'altro è grigio. Golan ribatte dicendo che questa sua prerogativa non è affatto frutto del caso ma che la profezia dice che l'occhio verde vede la Luce mentre quello grigio vede l'Oscurità e che questo fa di lui il Prescelto cioè colui che ha la capacità di porre un equilibrio tra Bene e Male.
La profezia dice anche che il Prescelto avrà a disposizione ventisei giorni di tempo per completare la sua missione e che non sarà solo ma ci sarà qualcuno a guidarlo quindi gli regala una tunica che può renderlo invisibile per sette volte e un amuleto con sopra inciso il simbolo del Mondo Ancestrale tramite il quale Golan può guidare il ragazzo attraverso il suo viaggio dopo di che scompare. Richard poi incontra un personaggio con un corpo umano e la testa di maiale di nome Orkan appartenente alla stirpe degli Animali Comuni e capisce che egli è la guida di cui parlava la profezia perché dopo avergli dato spiegazioni Orkan si offre di aiutarlo dicendogli che è scampato alla battaglia finale e che è in cerca di altri sopravvissuti.
Poi sarà la volta di Melek un nano di mezza età della stirpe degli Umani scriba nella Città Ancestrale che per sfuggire al Male era scappato portando con sé due libri che si riveleranno essere di fondamentale importanza per il buon esito della missione cioè Il Libro delle Profezie e il Libro dei Mostri e degli Incantesimi di Morbane soprattutto il primo in quanto predice cosa i nostri eroi affronteranno giorno dopo giorno. Comincia così un lungo viaggio che porterà Richard a esplorare tutto il Mondo Ancestrale guidato dalle ermetiche frasi del Libro delle profezie incontrando personaggi fantastici e affrontando nemici sempre più pericolosi fino ad arrivare alla battaglia contro il Malvagio nel quale dovrà mettere a frutto quanto imparato nel lungo viaggio per poter sconfiggere le forze del Male.

### Seconda serie
Dopo la lotta finale con il Malvagio, Richard si trova catapultato in un'altra dimensione conosciuta come Cyber Dimension, un mondo futuristico preso di mira da una forza maligna che si rivelerà essere in seguito il Malvagio che Richard credeva di aver sconfitto. In questa nuova avventura il ragazzo sarà guidato e aiutato da Robo, un cyborg inizialmente programmato dal Malvagio per uccidere Richard. Quest'ultimo lo convince a riprogrammarsi al fine di evitare di essere distrutto dal Malvagio. In seguito i due incontreranno Teeza, una specie di scimmia-marsupiale appartenente alla razza dei Wigmat che si unirà al gruppo dopo essere stata salvata dal protagonista da un mostro di nome Galaxia che mangiava la sua gente. La missione di Richard si svolge come nel Mondo Ancestrale in ventisei giorni e consiste nel ritrovamento degli Omni, oggetti di metallo molto simili ai pezzi di un puzzle che se messi nel modo giusto possono aprire porte per altre dimensioni. Richard ne ha bisogno per tornare a casa ma è ostacolato dal Malvagio che vuole impossessarsene per aprire un portale verso la Terra con l'intenzione di conquistarla.

## Personaggi principali
- Richard (Compare per la prima volta nella cartella introduttiva) è un ragazzo che per motivi a lui ignoti si ritrova catapultato in un altro mondo chiamato Mondo Ancestrale. L'obbiettivo del suo viaggio è quello di tornare a casa ma man mano che il viaggio prosegue prende sempre più coscienza di quella che è la sua missione. La storia racconta del suo viaggio attraverso due mondi quello Ancestrale e quello della Cyber Dimension e tutto è narrato in terza persona. I suoi occhi hanno colori diversi. All'inizio dell'avventura Golan gli spiega che non si tratta di un caso perché la profezia dice che l'eroe che salverà il Mondo Ancestrale dal male vede due luci, l'occhio verde vede la Luce mentre quello grigio vede l'Oscurità e questo gli conferisce il potere di porre un equilibrio fra Bene e Male.
- Orkan (Compare per la prima volta nella cartella introduttiva) incontra Richard appena qualche istante dopo l'inizio del suo viaggio dopo essere entrato nella foresta. Il guerriero stava cercando superstiti della battaglia finale in corso nella Città Ancestrale. Orkan ha un corpo umano e una testa di maiale e alla fine dell'avventura verrà nominato Guardiano degli Animali Comuni prendendo il posto di Armor.
- Melek (Compare per la prima volta nel primo fascicolo): prima dell'insorgere del Male Melek di Antona un nano di mezza età era uno scriba nella Città Ancestrale. Con l'arrivo del Malvagio la città e tutti i suoi abitanti vengono soggiogati dal Male e il saggio Melek decide di fuggire portando con sé due libri che si riveleranno essere di fondamentale importanza per la missione di Richard cioè il Libro delle Profezie e il Libro dei Mostri e degli Incantesimi di Morbane soprattutto il primo in quanto predice cosa i nostri eroi affronteranno giorno dopo giorno. Sconfitto il Malvagio Melek diventa Custode delle Sacre Rune e capo del popolo dei Nani.
- Golan (Compare per la prima volta nella cartella introduttiva) è l'anziano capo dei Guardiani nonché il Guardiano degli Uomini ed è l'unico Guardiano che non cade sotto l'influsso maligno del Malvagio. È lui che porta Richard nel Mondo Ancestrale e gli affida la missione di recuperare la gemme dall'Albero della Vita e di sconfiggere il Malvagio. Come equipaggiamento gli regala una tunica che può renderlo invisibile per sette volte e un amuleto con sopra inciso il simbolo del Mondo Ancestrale tramite il quale Golan può guidare il ragazzo attraverso il suo viaggio sia nel Mondo Ancestrale che nella Cyber Dimension.
- Il Malvagio (Compare per la prima e unica volta nell'ultimo fascicolo il 52) è il Male puro la cui esistenza non viene mai spiegata. I suoi obiettivi sono il Mondo Ancestrale e la Terra anche se inizialmente il suo obiettivo era la Cyber Dimension. Richard lo sconfigge alla fine del suo viaggio.
- Robo (Compare per la prima volta nel fascicolo 27): così come era stato per Orkan nel Mondo Ancestrale incontra Richard non appena quest'ultimo arriva nella Cyber Dimension e si offre di guidarlo e aiutarlo. In realtà il cyborg è stato mandato dal Malvagio per uccidere Richard non appena quest'ultimo avesse trovato i pezzi Omni che sono l'oggetto della sua nuova missione ma Richard lo convince a autoriprogrammarsi per salvare la sua vita e quella del cyborg. Robo odia Teeza e per tutto il viaggio la tratta con disprezzo da quando si incontrano fino alla fine.
- Teeza (Compare per la prima volta nel fascicolo 43) è una scimmia marsupiale appartenente alla razza dei Wigmat che si unisce a Richard dopo essere stata salvata da un mostro che mangiava la sua gente. Teeza può come Robo usare i pezzi Omni ed è per questo che per una parte del viaggio in cui Robo viene a mancare sarà molto importante per Richard e per il buon esito della missione.

### I Guardiani
Eccetto Golan tutti i Guardiani partono per combattere il male e non fanno più ritorno. Richard trova i Guardiani man mano che va avanti nel viaggio. Alcuni di loro una volta liberati premiano il loro salvatore con degli equipaggiamenti mentre altri saranno molto utili ai fini della missione. Golan dà a Richard la tunica e l'amuleto, Juroot gli dà un pugnale, Kika una cintura magica mentre Tishon e Shunta gli danno un olio magico per proteggersi dall'esposizione agli elementi atmosferici.
| Nome del Guardiano                                 | Guardiano di       | Arma               | Prigioniero di | Ubicazione             | Compare                                                         |
| -------------------------------------------------- | ------------------ | ------------------ | -------------- | ---------------------- | --------------------------------------------------------------- |
| Golan, Custode della Forza Vitale e della Saggezza | Uomini             | Sconosciuta        | N/A            | N/A                    | Cartella introduttiva, fascicolo numero 26                      |
| Juroot, Custode della Verità                       | Uccelli            | Mazza              | Mirra          | Pietropolis            | Fascicoli numero 4, numero 26                                   |
| Kika, Custode della Bontà                          | Insetti            | Cerbottana e dardi | Klaw           | Fossa della morte      | Fascicoli numero 11, numero 12, numero 13, numero 14, numero 26 |
| Zard, Custode della Resistenza                     | Rettili            | Ascia da battaglia | Cragmar        | Scogliere Dreadmort    | Fascicoli numero 16, numero 17, numero 26                       |
| Tuska, Custode della Giustizia                     | Animali Mitologici | Alabarda e pugnale | Kronis         | Isola del Pesce Pietra | Fascicoli numero 18, numero 26                                  |
| Tishon e Shunta, Custodi gemelli della Conoscenza  | Pesci              | Sconosciuta        | Nemis          | Mare delle Anime Perse | Fascicoli numero 19, numero 26                                  |
| Armor, Custode del Valore                          | Animali Comuni     | Sconosciuta        | N/A            | N/A                    | N/A                                                             |

### Le sette Gemme dell'Albero della Vita
Ogni gemma deve essere trovata a custodita da Richard infatti anche se una sola delle gemme dovesse rimanere nelle mani del Malvagio tutti gli sforzi per salvare il Mondo Ancestrale sarebbero inutili. Di conseguenza nel terzo fascicolo quando Richard lascia la gemma nella tana di Baal è costretto a tornare a prenderla se non vuole fallire la sua missione.
| Nome della gemma       | Custodita da    | Ubicazione         | Viene trovata nel   |
| ---------------------- | --------------- | ------------------ | ------------------- |
| Gemma della Vita       | Golan           | Albero della Vita  | N/A                 |
| Gemma della Resistenza | il Water Tolosh | Lago Garoon        | Fascicolo numero 2  |
| Gemma della Bontà      | Enlil e Erna    | Prigione di Enlil  | Fascicolo numero 8  |
| Gemma della Giustizia  | Dragora         | Covo del Cobra     | Fascicolo numero 13 |
| Gemma del Valore       | Gator           | Paludi delle Ombre | Fascicolo numero 17 |
| Gemma della Conoscenza | Zyton           | Piramide di Loktar | Fascicolo numero 22 |
| Gemma della Saggezza   | Fenrar          | Pozzo del Mago     | Fascicolo numero 25 |

### Forze del bene nel Mondo Ancestrale
- Merkat (Fascicoli 2, 3)
- Muldoon (Fascicolo 3)
- Uccelli (Fascicoli 4, 5, 26)
- Oganga (Fascicoli 5, 26)
- Quercia vivente (Fascicolo 6)
- Animali Comuni (Fascicoli 8, 9, 26)
- Broon (Fascicoli 8, 9)
- Gatto timido (Fascicolo 9)
- Rettili (Fascicoli 13, 17)
- Insetti (Fascicoli 15, 26)
- Fengal (Fascicolo 17)
- Animali Mitologici (Fascicolo 18)
- Pesci (Fascicolo 19)
- Doonar (Fascicoli 19, 20)
- Mammiferi Marini (Fascicoli 20, 26)
- Dion (Fascicolo 23)
- Ronek e gli Uomini (Fascicoli 24, 25, 26)
- Ravan (Fascicoli 25, 26)

In dettaglio:
- Merkat: Un uomo-leopardo che si unisce alla causa di Richard. Morirà dilaniato da Baal, il ragno gigante.
- Muldoon: Un guerriero scozzese riconosciuto da Merkat, trovato mummificato nel regno di Baal.
- Uccelli: la maggior parte degli Uccelli sono stati tramutati in pietra e tenuti prigionieri a Pietropolis dove vengono liberati da Juroot dopo che quest'ultimo è stato liberato da Richard. Sono armati fino ai denti e hanno la testa d'aquila e alcuni di essi sono veri e propri uccelli giganteschi come Oganga e Dion che aiutano Richard e i suoi amici in varie occasioni (Fascicoli 4, 5, 23, 26).
- Oganga: Un'aquila gigante che salva Richard e i suoi amici da morte certa mentre stanno cadendo da un burrone. Li aiuterà di nuovo quando i tre entreranno nel territorio di Boltor, l'Uccello del Tuono e prenderà parte anche alla battaglia finale nella Città Ancestrale.
- Quercia vivente: una vecchia quercia che prima di morire metterà in guardia Richard e i suoi amici dai pericoli che si celano nella Foresta dell'Uomo Verde.
- Fengal: un guerriero rettile che insieme al suo esercito aiuterà Richard e i suoi amici nel combattimento contro Gator all'interno delle Paludi delle Ombre.
- Animali Comuni: gli Animali Comuni guidati da Armor sono stati resi schiavi da Enlil e Erna due pipistrelli giganti ma vengono liberati da Richard. Broon il luogotenente di Armor ringrazia i nostri eroi prima che prendano il cammino per la Città Ancestrale e donerà a Richard una corazza resistente a qualsiasi metallo. Gli Animali Comuni sono animali selvatici, uomini leopardo e orsi (Fascicoli 2, 3, 8, 9, 26).
- Rettili: i Rettili guidati dalla lucertola Zard sono tenuti prigionieri da Dragora il serpente a tre teste nel Covo del Cobra. Una volta liberati Kika li riconduce nella Città Ancestrale mentre Zard libera gli alligatori caduti sotto l'influsso del malefico Gator e li guida nella Città Ancestrale per la battaglia finale (Fascicoli 13, 17, 26).
- Insetti: gli Insetti guidati da Kika fungono da occhi e orecchie per il Malvagio trasformati tutti in mosche nere e soggiogati da Narkum la mosca gigante. Con la sua morte ritornano nelle loro sembianze libellule, farfalle e scarabei multicolore (Fascicoli 15, 26).
- Animali Mitologici: le creature leggendarie guidate da Tuska sono tenute prigioniere nell'Isola del Pesce Pietra da Kronis un gigantesco leone alato. Alcune si ricollegano per analogia ai miti del nostro mondo e altre no. Dopo la morte di Kronis Tuska guida il suo popolo a casa nella Città Ancestrale. Ravan l'unicorno alato salva i nostri amici dal mutaforma Fenrar e li conduce alla Città Ancestrale giusto in tempo per la battaglia finale (Fascicoli 18, 25, 26).
- Pesci e Mammiferi Marini: le creature del mare guidate dai guardiani gemelli Tishon e Shunta sono tenute prigioniere dal tritone Nemis mentre i Mammiferi Marini sono stati congelati da Spector nella fredda regione di Frigoria. Il delfino Doonar l'ultimo rimasto della sua specie aiuta Richard a salvare i gemelli e dopo arriveranno a Frigoria dove libereranno il resto del popolo marino (Fascicoli 19, 20, 26).
- Dion: aiuterà Richard e i suoi amici proteggendoli da Dagmar ma alla fine del combattimento nonostante la vittoria il suo aspetto muterà considerevolmente a causa dei danni subiti.
- Uomini: la maggior parte degli Uomini guidati da Golan sono sparsi qua e là nel Mondo Ancestrale. I Nani schiavizzati da Zock diventano cannibali finché Juroot non li libera. Ronek il capo dell'esercito degli Uomini e un considerevole gruppo di essi vengono catturati da Syrus il genio malefico nei pressi della Cascata della Strega e una volta liberati prenderanno parte alla battaglia finale (Fascicoli 1, 7, 24, 25, 26).

### Forze del male nel Mondo Ancestrale
Non è del tutto chiaro se le forze del Male sono insite al Mondo Ancestrale o se sono comparse con l'arrivo del Malvagio è certo però che egli ha corrotto creature molto potenti e le ha costrette a prendere il controllo sul resto della popolazione.
Le creature maligne affrontate dai nostri eroi includono una versione gigantesca di animali temuti dall'uomo quali sono i ragni, i serpenti, i pipistrelli, i dermatteri, gli scorpioni, gli avvoltoi, i leoni alati e gli alligatori.
Nemici che i nostri eroi incontrano spesso sono i Cozard e i Grapfrit. I Cozard sono l'armata ufficiale del Malvagio costituita principalmente da rettili il cui unico ordine è di cercare e distruggere. Orkan li considera molto pericolosi ma anche crudeli e senza pietà.
Vale lo stesso discorso per i Grapfrit che sono piccole creature simili a insetti che vivono nella foresta. Sono provvisti di un enorme pungiglione con il quale succhiano il sangue delle loro vittime ma fortunatamente hanno una vista molto limitata e basta nascondersi tra i cespugli per evitarli.
- Grapfrit (Fascicoli 1, 9, 14, 15)
- Sumar (Fascicoli 1, 26)
- Tolosh (Fascicoli 2, 26)
- Water Tolosh (Fascicolo 2)
- Baal (Fascicoli 3, 4)
- Lotan (Fascicolo 3)
- Mirra (Fascicolo 4)
- Boltor (Fascicolo 5)
- Cozard (Fascicoli 6, 9, 26)
- Api assassine (Fascicolo 6)
- Zock (Fascicoli 7, 8)
- Enlil e Erna (Fascicolo 8)
- Piante carnivore (Fascicolo 9)
- Zibella (Fascicolo 10)
- Klaw (Fascicoli 11, 12)
- Scheletri viventi (Fascicoli 11, 12)
- Scorpioni (Fascicoli 12, 13)
- Dragora (Fascicolo 13)
- Hulkan (Fascicolo 14)
- Guerrieri di fango (Fascicolo 14)
- Narkum (Fascicolo 15)
- Cragmar (Fascicolo 16)
- Gator (Fascicolo 17)
- Kronis (Fascicolo 18)
- Nemis (Fascicolo 19)
- Spector (Fascicolo 20)
- Stridor (Fascicolo 21)
- Zyton (Fascicolo 22)
- Dagmar (Fascicolo 23)
- Syrus (Fascicoli 24, 25)
- Fenrar (Fascicolo 25)

### Luoghi del Mondo Ancestrale
- Foresta di Findor (Fascicolo 1)
- Lago Garoon (Fascicolo 2)
- Bosco delle ragnatele (Fascicoli 3, 4)
- Pietropolis (Fascicoli 4, 5)
- Valle della morte (Fascicolo 5)
- Foresta dell'Uomo Verde (Fascicolo 6)
- Caverne di Kanbala (Fascicoli 7, 8)
- Prigione di Enlil (Fascicoli 8, 9)
- Foresta Morta (Fascicolo 9)
- Covo di Zibella (Fascicoli 10, 11)
- Fossa della morte (Fascicolo 11)
- Città di Sabbia e Covo del Cobra (Fascicoli 12, 13)
- Alture di Hulkan (Fascicolo 14)
- Foresta Nera (Fascicoli 14, 15)
- Scogliere Dreadmort (Fascicoli 16, 17)
- Paludi delle Ombre (Fascicolo 17)
- Isola del Pesce Pietra (Fascicolo 18)
- Mare delle Anime Perse (Fascicolo 19)
- Frigoria (Fascicoli 19, 20)
- Montagne Nevose (Fascicolo 21)
- Città Dimenticata (Fascicolo 21)
- Valle della Paura e Piramide di Loktar (Fascicolo 22)
- Cima della Pietra Gialla (Fascicolo 23)
- Cascate della Strega (Fascicoli 24, 25)
- Pozzo del Mago (Fascicolo 25)
- Città Ancestrale (Cartella introduttiva, Fascicolo 26)

## Fascicoli della prima serie
| Titolo | Sottotitolo                               | Data pubblicazione (UK) | Fascicolo | ISBN               |
| Sumar, il Mostro | Nella morsa del Fiume di Fango            | 30 dicembre, 1992       | numero 1  | ISBN 0-7485-4080-6 |
| Richard e Orkan incontrano Melek, ma se la dovranno vedere con Sumar un mostro serpentiforme. |                                           |                         |           |                    |
| I Tolosh di Garoon | Pericolo mortale nelle acque incantate    | 13 gennaio, 1993        | numero 2  | ISBN 0-7485-4036-9 |
| Una delle gemme si trova negli abissi del lago Garoon, ma sulle sue sponde ci sono i Tolosh delle creature assetate di sangue.                                                                                       |                                           |                         |           |                    |
| Baal, il Ragno Gigante | Prigionieri nella ragnatela del male      | 27 gennaio, 1993        | numero 3  | ISBN 0-7485-4037-7 |
| Il nostro trio e Merkat, un nuovo alleato, si trovano faccia a faccia con Baal, un ragno gigantesco. |                                           |                         |           |                    |
| Mirra, la Maga | Battaglia d'astuzia nella Città di Pietra | 10 febbraio, 1993       | numero 4  | ISBN 0-7485-4038-5 |
| Juroot, il guardiano degli uccelli, e il suo esercito sono stati tramutati in pietra dalla perfida Mirra, una strega dagli straordinari poteri.                                                                      |                                           |                         |           |                    |
| Boltor, Uccello del Tuono | Attacco aereo nel deserto                 | 24 febbraio, 1993       | numero 5  | ISBN 0-7485-4039-3 |
| Richard e i suoi amici stanno cadendo nel vuoto, quando vengono salvati da Oganga, un gigantesco uccello, che in seguito affronterà Boltor e le sue forze.                                                           |                                           |                         |           |                    |
| I Cozard e le Api Assassine | Duello nella foresta morente              | 10 marzo, 1993          | numero 6  | ISBN 0-7485-4040-7 |
| Nella morente foresta dell'Uomo Verde, il gruppo assiste allo scontro tra Cozard e Api Assassine. |                                           |                         |           |                    |
| Zock, il Capo dei Cannibali | Nella caverna degli gnomi cannibali       | 24 marzo, 1993          | numero 7  | ISBN 0-7485-4041-5 |
| I nostri amici si ritrovano nelle caverne di Kanbala, abitate da spaventosi nani cannibali. |                                           |                         |           |                    |
| La Prigione di Enlil | Sfida mortale al centro del vulcano       | 7 aprile, 1993          | numero 8  | ISBN 0-7485-4042-3 |
| Il trio si ritrova all'interno di un vulcano abitato da Enlil e Erna, due pipistrelli giganti a guardia di una gemma.                                                                                                |                                           |                         |           |                    |
| Trappole Mortali | Tra le fauci delle piante carnivore       | 21 aprile, 1993         | numero 9  | ISBN 0-7485-4043-1 |
| I tre si ritrovano nella Foresta Morta costellata da: Cozard, Grapfrit e gigantesche piante carnivore. |                                           |                         |           |                    |
| La fortezza di Zibella | Stregonerie nelle profondità del lago     | 5 maggio, 1993          | numero 10 | ISBN 0-7485-4043-1 |
| Molte sorprese aspettano il trio intrappolato in una fortezza di cristallo governata da Zibella, una strega malvagia.                                                                                                |                                           |                         |           |                    |
| Klaw, il servitore del male | Sfida contro l'armata degli scheletri     | 19 maggio, 1993         | numero 11 | ISBN 0-7485-4195-0 |
| Il trio salva la vita a Kika, il guardiano degli insetti, ma devono affrontare Klaw uno scheletro guerriero e la sua armata.                                                                                         |                                           |                         |           |                    |
| Gli scorpioni del deserto | I guardiani della Città di Sabbia         | 2 giugno, 1993          | numero 12 | ISBN 0-7485-4196-9 |
| Raggiunta la Città di Sabbia i nostri eroi si trovano faccia a faccia con degli scorpioni giganti. |                                           |                         |           |                    |
| Il tempio di Dragora | Sfida mortale nel Covo del Cobra          | 16 giugno, 1993         | numero 13 | ISBN 0-7485-4197-7 |
| Una delle gemme è nascosta nel Covo del Cobra, ma al suo interno ad aspettare silenzioso c'è Dragora un gigantesco serpente a tre teste.                                                                             |                                           |                         |           |                    |
| Hulkan, il Mostro-Talpa | L'attacco dei guerrieri di fango          | 30 giugno, 1993         | numero 14 | ISBN 0-7485-4198-5 |
| Lasciatosi alle spalle la Città di Sabbia il trio sente che la terra trema in modo inusuale e dal suolo fuoriesce Hulkan, una talpa gigante che ha il potere di creare uomini col fango.                             |                                           |                         |           |                    |
| Narkum, il re volante | Alla mercé del signore delle spie         | 7 luglio, 1993          | numero 15 | ISBN 0-7485-4199-3 |
| Rifugiatosi nella Foresta Nera per sfuggire ai Grapfrit, il gruppo incontra una nuova minaccia volante, si tratta di Narkum il signore delle mosche.                                                                 |                                           |                         |           |                    |
| Cragmar, l'uomo di pietra | Errore fatale sulla Vetta del Predatore   | 21 luglio, 1993         | numero 16 | ISBN 0-7485-4200-0 |
| Sulla Vetta del Predatore i nostri eroi incontrano Cragmar, un gigante di pietra, che tiene prigioniero Zard, il guardiano dei rettili.                                                                              |                                           |                         |           |                    |
| Gator, il guerriero rettile | Lotta nelle paludi delle ombre            | 4 agosto, 1993          | numero 17 | ISBN 0-7485-4201-9 |
| I tre raggiungono le Paludi delle Ombre dove vengono attaccati da sanguisughe assetate di sangue, ma il pericolo più grande è costituito da Gator, un coccodrillo gigante messo a guardia di una delle gemme.        |                                           |                         |           |                    |
| Kronis, il leone alato | Lotta nel labirinto dei bisbigli          | 18 agosto, 1993         | numero 18 | ISBN 0-7485-4202-7 |
| Intrappolati in un labirinto di strade sull'Isola del Pesce Pietra, gli eroi raggiungono Tuska, il guardiano degli animali mitologici, tenuto prigioniero da Kronis, un leone alato armato di artigli affilatissimi. |                                           |                         |           |                    |
| Nemis, il signore degli abissi | Nella prigione sommersa del tritone       | 1 settembre, 1993       | numero 19 | ISBN 0-7485-4203-5 |
| Trovato riparo sul relitto di un vascello, i tre scoprono che il timoniere è un fantasma. La nave affonda e il gruppo si trova faccia a faccia con Nemis, il re tritone che ha in serbo per loro un'amara sorpresa.  |                                           |                         |           |                    |
| Spector, il guardiano dei ghiacci | Intrappolati nel deserto di Frigoria      | 15 settembre, 1993      | numero 20 | ISBN 0-7485-4204-3 |
| Risaliti in superficie il gruppo raggiunge Frigoria, la terra dei ghiacci abitata da Spector, un ciclope capace di vedere tutto con il suo grande occhio.                                                            |                                           |                         |           |                    |
| Stridor, il signore delle montagne | La morte bianca è in agguato              | 29 settembre, 1993      | numero 21 | ISBN 0-7485-4205-1 |
| Gli eroi sono alle prese con i venti gelidi e le tempeste di neve delle Montagne Nevose, ma si trovano anche nel territorio di Stridor, il signore delle montagne, che non sopporta gli intrusi.                     |                                           |                         |           |                    |
| Zyton, e la maledizione di Loktar | Nella camera della paura                  | 13 ottobre, 1993        | numero 22 | ISBN 0-7485-4206-X |
| Impegnati nella ricerca delle gemme gli eroi si trovano di fronte a Zyton, un mostro a tre teste e senza volerlo invocano la maledizione di Loktar, un terribile maleficio di cui non conoscono la potenza.          |                                           |                         |           |                    |
| Dagmar, il demone del fuoco | Tra la furia e le fiamme del male         | 27 ottobre, 1993        | numero 23 | ISBN 0-7485-4207-8 |
| Raggiunte le Cime della Pietra Gialla i tre si trovano di fronte a Dagmar, un drago sputafuoco. |                                           |                         |           |                    |
| Syrus, spirito del cielo | Poteri malvagi di un genio crudele        | 10 novembre, 1993       | numero 24 | ISBN 0-7485-4208-6 |
| Gli sfortunati eroi vengono rimpiccioliti da un incantesimo lanciato da Syrus, un mostruoso genio e dovranno rompere il terribile sortilegio, se vogliono sfuggire ad un'orrenda fine.                               |                                           |                         |           |                    |
| Fenrar, il cacciatore del deserto | Agguato tra le sabbie del fiume morto     | 24 novembre, 1993       | numero 25 | ISBN 0-7485-4209-4 |
| Il gruppo raggiunge l'oasi del Pozzo del Mago al centro del deserto. Possono finalmente rinfrescarsi, ma qualcosa è in agguato, si tratta di Fenrar un mutaforma, guardiano di una gemma.                            |                                           |                         |           |                    |
| Il Malvagio | Scontro finale all'ultimo sangue          | 8 dicembre, 1993        | numero 26 | ISBN 0-7485-4210-8 |
| Il viaggio di Richard è giunto al termine. Le gemme sono state recuperate, ora la battaglia per la salvezza del Mondo Ancestrale deve essere vinta a tutti i costi.                                                  |                                           |                         |           |                    |

## Fascicoli della seconda serie
| Titolo | Sottotitolo                                       | Data pubblicazione (UK) | Fascicolo | ISBN               |
| Tengam, lo sfidante di gravità | Scontro mortale con il guerriero Cyber            | 22 dicembre, 1993       | numero 27 | ISBN 0-7485-4211-6 |
| Intrappolato in una terribile deformazione temporale, Richard si trova faccia a faccia con un nuovo nemico, Tengam. |                                                   |                         |           |                    |
| Zenon, il lanciere laser | Nelle grinfie del guerriero della luce            | 5 gennaio, 1994         | numero 28 | ISBN 0-7485-4212-4 |
| Richard e Robo incontrano Zenon, un essere fatto di pura luce. |                                                   |                         |           |                    |
| Flector, l'incrociatore solare | Battaglia d'astuzia con un nemico alato           | 19 gennaio, 1994        | numero 29 | ISBN 0-7485-4213-2 |
| In questo caso il pericolo è costituito da Flector, un mostro capace di assorbire qualsiasi potere. In agguato ci sono delle altre creature a attenderli nell'ombra, i Pekods.                                                              |                                                   |                         |           |                    |
| Mortex, il pioniere di fuoco | Terrore nel tunnel della distruzione              | 2 febbraio, 1994        | numero 30 | ISBN 0-7485-4214-0 |
| Richard è tenuto prigioniero da Mortex, un essere di fuoco. |                                                   |                         |           |                    |
| Holitron, l'ingannatore dinamico | Una difficile battaglia d'astuzia                 | 16 febbraio, 1994       | numero 31 | ISBN 0-7485-4215-9 |
| Richard resta solo e arriva in un posto dove niente è reale. |                                                   |                         |           |                    |
| Husasan, il samurai di silicone | Terrore nel tunnel della distruzione              | 2 marzo, 1994           | numero 32 | ISBN 0-7485-4216-7 |
| Richard si scontra con Husasan, un androide spadaccino, e si ritrova in una misteriosa biblioteca dove è custodito il male proveniente da altre dimensioni.                                                                                 |                                                   |                         |           |                    |
| Terraforma, il trasformatore | Intrappolato in una tana senza uscita             | 16 marzo, 1994          | numero 33 | ISBN 0-7485-4217-5 |
| Il nostro eroe si ritrova in una terra fatta di fuoco e ghiaccio dove incontra Terraforma, un essere in grado di alterare la realtà fisica.                                                                                                 |                                                   |                         |           |                    |
| Toxis, il predatore che avvelena | In balia di una viscida creatura                  | 30 marzo, 1994          | numero 34 | ISBN 0-7485-4218-3 |
| Con Robo nuovamente accanto a sé, Richard è costretto a cercare una pozione in grado di liberare Toxis, una creatura intrappolata nel fiume Tossico.                                                                                        |                                                   |                         |           |                    |
| Identico, il replicante assassino | Persi nella fabbrica dei sogni                    | 13 aprile, 1994         | numero 35 | ISBN 0-7485-4500-X |
| La fantasia si trasforma in paura quando i nostri eroi si ritrovano nella Fabbrica dei Sogni, un mondo rinchiuso in una bolla dove dovranno vedersela con Identico, una creatura capace di replicarsi, e con i suoi innumerevoli alter ego. |                                                   |                         |           |                    |
| Scordef, il supervirus | Ipnotizzati da una strana e malvagia creatura     | 27 aprile, 1994         | numero 36 | ISBN 0-7485-4501-8 |
| Nel cuore della Cyber Dimension Richard questa volta dovrà affrontare un virus informatico vivente. |                                                   |                         |           |                    |
| Cronid, la microcreatura | Attacco degli insetti Cyber                       | 11 maggio, 1994         | numero 37 | ISBN 0-7485-4502-6 |
| Richard e Robo rimangono intrappolati in un mondo microscopico abitato dai Petroniti, insetti letali sudditi di Cronid, il più feroce di tutti.                                                                                             |                                                   |                         |           |                    |
| Mescon, il terribile trasformista | Paura nello zoo galattico                         | 25 maggio, 1994         | numero 38 | ISBN 0-7485-4503-4 |
| Richard e Robo incontrano Mescon, un'orrenda creatura fatta di parti di differenti esseri all'interno di uno zoo galattico. |                                                   |                         |           |                    |
| Proton, l'androide malvagio | Battaglia contro i carri armati Cyber             | 8 giugno, 1994          | numero 39 | ISBN 0-7485-4504-2 |
| Richard si ritrova in un enorme carro armato. Credendo di essere al sicuro viene invece portato in un campo di battaglia dove incontra Proton, un robot gigante al quale è stata affidata la custodia di uno dei pezzi Omni.                |                                                   |                         |           |                    |
| Kentar, il demone Cyber | Attacco nei cieli Cyber                           | 22 giugno, 1994         | numero 40 | ISBN 0-7485-4505-0 |
| I nostri eroi si sono persi nella Città delle Nuvole. Vengono poi inghiottiti da Kentar, un gigantesco leviatano robotico volante. |                                                   |                         |           |                    |
| Continuuma, regina del tempo | Rapiti dalla signora del tempo                    | 6 luglio, 1994          | numero 41 | ISBN 0-7485-4506-9 |
| Richard viene attaccato da Continuuma, un essere in grado di controllare il tempo che lo scaraventa nel passato. |                                                   |                         |           |                    |
| Tyrannix, il dinorobot | Nella giungla del re robot                        | 20 luglio, 1994         | numero 42 | ISBN 0-7485-4507-7 |
| Nel bel mezzo di un inferno di fuoco Richard viene attaccato da un branco di robot dinosauri. |                                                   |                         |           |                    |
| Galaxia, l'alieno anti-materia | Al centro del dominio del terrore                 | 3 agosto, 1994          | numero 43 | ISBN 0-7485-4508-5 |
| Abbandonato nella Cyber Dimension, Richard incontra un nuovo amico,lo Wigmat Teeza, e deve scontrarsi con Galaxia, un essere alimentato dall'anti-materia.                                                                                  |                                                   |                         |           |                    |
| Quasar, il nemico senza volto | Attaccati da un essere selvaggio                  | 17 agosto, 1994         | numero 44 | ISBN 0-7485-4509-3 |
| Richard si ritrova intrappolato in uno strano mondo matematico fatto di frattali e governato da Quasar, un essere privo di una forma precisa.                                                                                               |                                                   |                         |           |                    |
| Cortix, il signore della mente | Duello di menti nella città computer              | 31 agosto, 1994         | numero 45 | ISBN 0-7485-4510-7 |
| I nostri eroi si ritrovano in una città totalmente computerizzata governata da Cortix, un essere dalla mente sconfinata, con li quale Richard dovrà combattere. Alla fine la vera battaglia non sarà fisica ma mentale.                     |                                                   |                         |           |                    |
| Hydron, il mostro al mercurio | Il ritorno nel mare di mercurio                   | 14 settembre, 1994      | numero 46 | ISBN 0-7485-4511-5 |
| Richard ritorna al Mare di Mercurio, luogo di precedenti battaglie, per affrontare Hydron re degli Ermisiti. Sul fondo del mare c'è un premio che lo aspetta.                                                                               |                                                   |                         |           |                    |
| Mandelbiot, il terribile fractal | La furia bestiale del demone digitale             | 28 settembre, 1994      | numero 47 | ISBN 0-7485-4512-3 |
| Una terribile malattia rischia di trasformare i nostri amici in schiavi. |                                                   |                         |           |                    |
| Pixar, l'artificere | Vendetta nella città dei persi                    | 12 ottobre, 1994        | numero 48 | ISBN 0-7485-4513-1 |
| Richard è sulle tracce dell'ultimo pezzo Omni, ma per poterlo recuperare deve prima sconfiggere Pixar, un essere in possesso dell'arma più potente e letale che il ragazzo abbia mai visto.                                                 |                                                   |                         |           |                    |
| Malachit, l'inceneritore malefico | L'attacco del guerriero cyber                     | 26 ottobre, 1994        | numero 49 | ISBN 0-7485-4514-X |
| Richard, Robo e Teeza vengono catturati dai Robot Neri e rinchiusi in una cyber arena. Saranno costretti a combattere per salvarsi la vita.                                                                                                 |                                                   |                         |           |                    |
| Robo, il traditore | L'amico diventa nemico                            | 9 novembre, 1994        | numero 50 | ISBN 0-7485-4515-8 |
| Richard trova finalmente l'ultimo pezzo Omni ed è convinto che il suo viaggio sia giunto al termine, ma le cose si complicano nuovamente quando qualcuno che lui riteneva amico lo tradisce.                                                |                                                   |                         |           |                    |
| Vileeon, giudice cyber | Intrappolati nel tribunale della cittadella cyber | 23 novembre, 1994       | numero 51 | ISBN 0-7485-4516-6 |
| I nostri amici vengono portati davanti a un tribunale e processati. Il giudice è Vileeon, un mostro che non conosce giustizia e che li condanna a morte.                                                                                    |                                                   |                         |           |                    |
| Il Malvagio | Vittoria o sconfitta?                             | 7 dicembre, 1994        | numero 52 | ISBN 0-7485-4517-4 |
| La battaglia finale tra Luce e Oscurità è giunta al termine. |                                                   |                         |           |                    |

## Contenuti extra
La storia finisce nel 52° fascicolo, ma insieme ai fascicoli era possibile trovare carte da gioco collezionabili e parti di una mappa che se messa insieme rivela l'intero Mondo Ancestrale. In una ristampa fu anche inserito un videogioco per PC, sviluppato dalla Holodream Software e pubblicato nel 1994 dalla Hobby & Work per i sistemi operativi MS-DOS e Amiga, che emula le gesta di Richard e dei suoi amici.
A differenza della prima serie dove Richard si avvaleva del Libro delle Profezie insito al racconto nella Cyber Dimension la profezia giornaliera è stampata sulla copertina di dietro del fascicolo quindi in questo caso non è Richard che deve interpretare l'indovinello ma il lettore.
Le pagine del Libro degli Incantesimi e dei Mostri di Morbane sono stampate nella parte interna della copertina di dietro di ciascun fascicolo che contiene due racconti di miti provenienti da varie parti del mondo e ad un certo punto della raccolta viene data una copertina da ritagliare. Anche le pagine sono ritagliabili e alla fine si può rilegare tutto insieme. Nella seconda serie vengono pubblicate le carte di Techscan che contengono principi matematici e scientifici in analogia con quelli che i nostri amici usano nelle loro avventure come i laser, gli acidi, le alcale e il magnetismo.
Ogni capitolo del racconto (che rappresenta ognuno dei ventisei giorni del viaggio) si apre con una lettera che è graficamente rappresentata come una incisione in una lapide di pietra. Le lettere compongono una frase che esprime un messaggio che si va ad unire a quelli manifestati dal racconto. Partendo dall'ultima le lettere compongono la frase “La paura è soltanto nella mente”.

## Successo e controversie
La collana inizialmente indirizzata a un pubblico giovane ottenne successo in tutto il mondo. Agli inizi del 2007 cominciarono a girare voci su di una possibile ristampa e una serie TV ma Haim Saban proprietario della omonima casa di produzione televisiva per ragazzi aveva dichiarato che la sua azienda era troppo occupata in altri lavori e che c'erano dei disaccordi tra lui e la casa editrice.

## Temi
Il racconto ripropone il classico tema della lotta fra Bene e Male ma il tema principale è il viaggio qui riproposto nel suo significato più celebre cioè come metafora della vita. Per Richard tutta la vicenda è un rito di passaggio in questo caso dall'adolescenza all'età adulta. Significativo in tal senso è il motivo delle sette razze di esseri viventi (Uomini, Animali Comuni, Uccelli, Pesci, Rettili, Insetti e Animali Mitologici) guidate ognuna da un Guardiano al quale è affidata una delle sette gemme della Forza Vitale espressione fisica delle sette virtù che rendono l'uomo completo nel suo essere. La conquista di ogni gemma scandirà per Richard il raggiungimento delle tappe della sua maturazione che lo porteranno a essere all'altezza del compito che gli è stato assegnato e che dovrà assolvere nella battaglia finale contro le forze del Male.
Infine risulta emblematica e carica di significato la frase che chiude il racconto nella quale si riflette la considerazione di come il Male alla fine faccia parte del mondo e di come sia impossibile dire con certezza di averlo sconfitto.